# Mac Faulkner
Mac Faulkner (* 20. Mai 1983 in King City, Ontario) ist ein ehemaliger kanadischer Eishockeyspieler, der im Verlauf seiner aktiven Karriere zwischen 2001 und 2014 unter anderem annähernd 300 Spiele in der ECHL auf der Position des Centers bestritten hat. Darüber hinaus absolvierte Faulkner 140 Partien für den HC Alleghe und Ritten Sport in der italienischen Serie A1.

## Karriere
Mac Faulkner begann seine Karriere als Eishockeyspieler bei den Wexford Raiders, für die er in der Saison 2000/01 in der Ontario Junior Hockey League (OJHL) aktiv war. Anschließend besuchte er vier Jahre lang die Clarkson University, für deren Mannschaft er in der National Collegiate Athletic Association (NCAA) spielte. Daraufhin erhielt er einen Profivertrag bei den Long Beach Ice Dogs aus der ECHL, für die er in der Saison 2005/06 in 66 Spielen 34 Scorerpunkte erzielte. In den folgenden drei Jahren stand der Center überwiegend für die Columbia Inferno und Reading Royals in der ECHL auf dem Eis. Zudem lief er in einigen Spielen für das ECHL-Team der Cincinnati Cyclones sowie die Binghamton Senators, Toronto Marlies und Norfolk Admirals in der American Hockey League (AHL) auf. 
Ab der Saison 2009/10 spielte der Kanadier in der italienischen Serie A1 für den HC Alleghe. Im Juni 2011 wurde er von Ritten Sport verpflichtet. Nach drei Jahren in Italien unterschrieb der Kanadier im Mai 2012 beim walisischen Klub Cardiff Devils aus der britischen Elite Ice Hockey League (EIHL). Dort beendete der Kanadier nach der Spielzeit 2013/14 seine aktive Karriere.

## Erfolge und Auszeichnungen
- 2011 Bester Torschütze der Serie-A1-Hauptrunde
- 2013 EIHL First All-Star Team
- 2014 EIHL Second All-Star Team

## Karrierestatistik
(Legende zur Spielerstatistik: Sp oder GP = absolvierte Spiele; T oder G = erzielte Tore; V oder A = erzielte Assists; Pkt oder Pts = erzielte Scorerpunkte; SM oder PIM = erhaltene Strafminuten; +/− = Plus/Minus-Bilanz; PP = erzielte Überzahltore; SH = erzielte Unterzahltore; GW = erzielte Siegtore; 1 Play-downs/Relegation; Kursiv: Statistik nicht vollständig)